# Poklek pri Podsredi
Poklek pri Podsredi je naselje u slovenskoj Općini Kozju. Poklek pri Podsredi se nalazi u pokrajini Štajerskoj i statističkoj regiji Savinjskoj. 

## Stanovništvo
Prema popisu stanovništva iz 2002. godine naselje je imalo 119 stanovnika.